# Sadyr Dschaparow

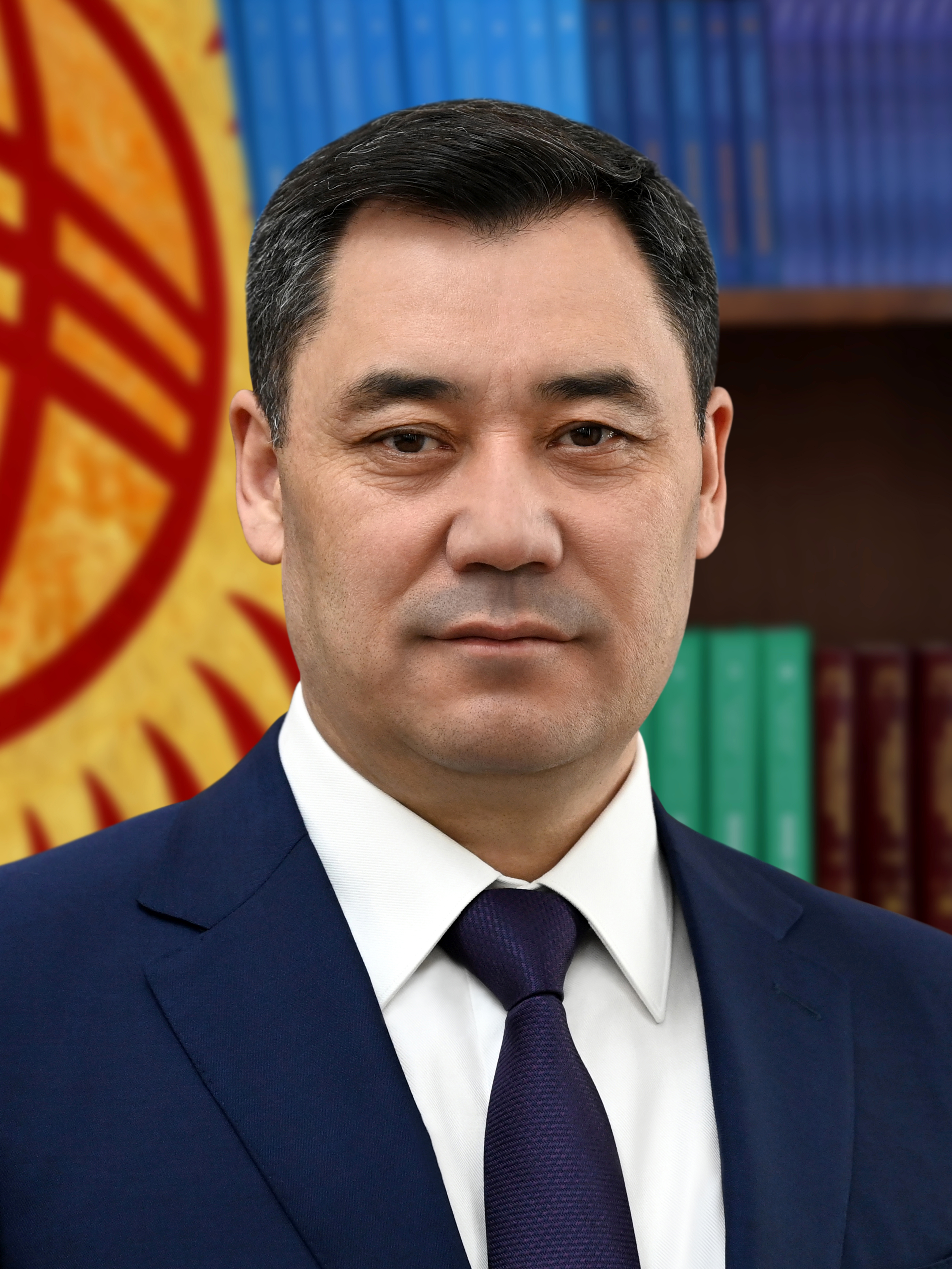
Sadyr Dschaparow (2021)

Sadyr Nurgodschojewitsch Dschaparow (kirgisisch Садыр Нургожоевич Жапаров, * 6. Dezember 1968 in Keng-Suu, Kirgisische SSR, Sowjetunion) ist ein kirgisischer Politiker und seit dem 28. Januar 2021 Präsident der Kirgisischen Republik.
Während der Proteste in Kirgisistan 2020 wurde er am 10. Oktober 2020 zum neuen Premierminister gewählt und war nach dem Rücktritt des Amtsinhabers Sooronbai Dscheenbekow am 15. Oktober 2020 zudem kommissarischer Präsident. Am 14. November 2020 trat Dschaparow von beiden Ämtern zurück und kündigte seine Kandidatur für die Präsidentschaftswahl am 10. Januar 2021 an. Mit mehr als 79 % der abgegebenen Stimmen konnte er diese bereits im ersten Wahlgang für sich entscheiden. Am 28. Januar 2021 fand seine Amtseinführung statt.

## Leben
Dschaparow wurde 1968 im Dorf Keng-Suu auf dem Gebiet des Rajon Tüp im Oblus Yssyk-Köl der damaligen Kirgisischen Sozialistischen Sowjetrepublik geboren. Er studierte Sport in Bischkek, dem damaligen Frunse, und graduierte 1991, im Jahr der kirgisischen Unabhängigkeit. Nach Abschluss seines Studiums war Dschaparow unter anderem als Direktor eines regionalen Erdölvertriebsunternehmens tätig.

### Beginn der politischen Karriere
Seine politische Aktivität begann im Zuge der Tulpenrevolution im Jahr 2005, als er an der Seite von Oppositionsführer Kurmanbek Bakijew den Massenaufstand gegen den amtierenden Präsidenten des Landes, Askar Akajew, unterstützte. Nach dem Sturz Akajews und der Wahl Bakijews zu dessen Nachfolger bei der Präsidentschaftswahl 2005 war Dschaparow als Abgeordneter im Dschogorku Kengesch, dem kirgisischen Parlament, und als Berater des Präsidenten tätig. Ab dem Jahr 2008 war er zudem Vorsitzender der nationalen Antikorruptionsbehörde.

### Protestaktionen und Verhaftung
Mit dem Regierungswechsel in Kirgisistan 2010, durch den Präsident Bakijew gestürzt wurde, verlor Dschaparow vorerst seine politischen Ämter, bei der anschließenden Parlamentswahl 2010 konnte er sein Abgeordnetenmandat allerdings erfolgreich verteidigen. Dabei kandidierte er für die nationalistische Partei Ata-Schurt, die mit 28 Abgeordneten die größte Fraktion im neu gewählten kirgisischen Parlament bildete. Dschaparow setzte sich insbesondere für die Verstaatlichung der Kumtor-Mine, der größten Goldmine des Landes, ein. Zur Durchsetzung dieser Forderung nahm er 2012 an einer Demonstration in Bischkek teil und war an dem Versuch, das Parlamentsgebäude zu stürmen, beteiligt. Das vorläufige Ende der politischen Karriere Dschaparows stellte eine Protestaktion in der Gebietshauptstadt Karakol dar, bei der der Gouverneur des Gebiets Yssyk-Köl zwischenzeitlich als Geisel genommen wurde. Daraufhin wurde Dschaparow polizeilich gesucht und floh ins Exil nach Zypern. Im Jahr 2017 kehrte Dschaparow nach Kirgisistan zurück und wurde bereits an der kirgisisch-kasachischen Grenze verhaftet und im anschließenden Prozess zu elf Jahren Haft wegen Geiselnahme verurteilt.

### Befreiung und Aufstieg zum kommissarischen Präsidenten
Im Rahmen der Proteste nach der Parlamentswahl in Kirgisistan 2020 wurde Dschaparow aus dem Gefängnis in Bischkek befreit und stieg schnell zu einer der bedeutendsten Figuren während der politischen Krise in Kirgisistan auf. Bei gewaltsamen Auseinandersetzungen auf dem zentralen Ala-Too-Platz griffen Unterstützer Dschaparows Protestteilnehmer unter der Führung von Ömürbek Babanow und Almasbek Atambajew an, dabei kam es zu Schüssen auf das Fahrzeug Atambajews und andere Demonstranten. Nachdem er zuvor bereits von seinen Anhängern zum neuen Premierminister Kirgisistans ausgerufen wurde, wurde er am 10. Oktober in einer umstrittenen Abstimmung im kirgisischen Parlament in diesem Amt bestätigt. Nach der Abstimmung nannte er die Bekämpfung der Korruption und die Wiederherstellung des Vertrauens der Bevölkerung in die Politik als politische Ziele. Des Weiteren regte er weitreichende Änderungen der kirgisischen Verfassung an, darunter einen Wechsel vom geltenden Verhältniswahlrecht zum Mehrheitswahlrecht. Über seine Absichten als Ministerpräsident hinaus, bestätigte Dschaparow auch Ambitionen auf das Amt des Präsidenten, indem er ankündigte, bei einer Präsidentschaftswahl antreten zu wollen, wenn er dafür breite Unterstützung erfahre. Durch den Rücktritt von Präsident Sooronbai Dscheenbekow am 15. Oktober und dem Verzicht des Parlamentssprechers Kanatbek Issajew auf dessen kommissarische Nachfolge, wurde Dschaparow gemäß der Verfassung kommissarischer Präsident der Kirgisischen Republik.

### Kommissarische Präsidentschaft
Ab dem 15. Oktober 2020 hatte Sadyr Dschaparow eine starke Machtposition als Ministerpräsident und kommissarischer Präsident Kirgisistans inne. Ein Schwerpunkt seines politischen Handeln war seitdem die Bekämpfung von Korruption und organisiertem Verbrechen. Mit Raimbek Matraimow, der während seiner Zeit als stellvertretender Leiter der Zollbehörde zu einem der reichsten und einflussreichsten Männer des Landes aufgestiegen war, und Kamchybek Kolbajew, der seit vielen Jahren als eine der bedeutendsten Figuren im organisierten Verbrechen in Kirgisistan gilt, ließ Dschaparow zwei der einflussreichsten Männer des Landes vorläufig verhaften. Auf diese Weise unterschied er sich von seinem Vorgänger im Amt des Präsidenten, der das Vorgehen der beiden Männer geduldet hatte. Des Weiteren löste Dschaparow die Anti-Korruptions-Behörde, deren Vorgehen auf Grund von Korruption und mangelnder Neutralität regelmäßig auf Kritik gestoßen war, vorläufig auf und ersetzte diese durch eine neue Behörde.
In den ersten Wochen seiner kommissarischen Präsidentschaft besetzte Dschaparow zahlreiche politische Ämter neu und verhalf Vertrauten und Unterstützern zu einflussreichen Posten. Am 4. November 2020 wurde mit Talant Mamytow ein Unterstützer Dschaparows in das Amt des Parlamentssprechers gewählt. Diese Neubesetzung ist insbesondere von Bedeutung, da der Parlamentssprecher im Falle des Rücktritts des Präsidenten gemäß der kirgisischen Verfassung kommissarisch die Amtsgeschäfte übernimmt. Ein solches Szenario gilt als wahrscheinlich, da Dschaparow mehrfach Ambitionen auf das Amt des Präsidenten geäußert hat, bei einer baldigen Wahl als kommissarischer Präsident aber nicht antreten dürfte. Für eine Kandidatur wäre demnach sein Rücktritt von diesem Amt nötig, sodass Mamytow zum kommissarischen Präsidenten aufsteigen könnte. Dschaparow selbst kündigte an, ein solches Manöver an der Staatsspitze im Dezember 2020 durchführen zu wollen.
Zu einigen kirgisischen Medien pflegte Dschaparow nach seinem Aufstieg in politische Spitzenämter ein angespanntes Verhältnis. So warf er dem kirgisischen Arm des amerikanischen Rundfunkveranstalters Radio Free Europe vor, seine Äußerungen aus einem Interview nicht richtig wiedergegeben zu haben und auf diese Weise deren Bedeutung verändert zu haben. Bei einer Veranstaltung mit Medienvertretern am 6. November beschuldigte er einzelne Journalisten, Informationen absichtlich falsch wiederzugeben, um ihn zu diskreditieren. Daraufhin formulierten mehrere kirgisische Medien und Non-Profit-Organisationen eine Stellungnahme, in der sie den kommissarischen Präsidenten zu einem Bekenntnis zur Pressefreiheit und zur Unterlassung der Diffamierung von Journalisten aufforderten. Aus dem Büro Dschaparows wurden diese Forderungen als grundlos zurückgewiesen.
Dschaparow kündigte bereits seine Kandidatur bei der Präsidentschaftswahl am 10. Januar 2021 an. Rückendeckung für seine Kandidatur kam unter anderem vom ehemaligen Premierminister und Präsidentschaftskandidaten Ömürbek Babanow, der ankündigte, zugunsten von Dschaparow auf eine eigene Kandidatur zu verzichten. Seine eigenen Chancen im Vorfeld der Präsidentschaftswahl schätzte Dschaparow als groß ein, er gab gegenüber Journalisten an, von sechs Millionen der 6,5 Millionen Bürger Kirgisistans unterstützt zu werden.
Am 14. November trat Dschaparow erwartungsgemäß vom Amt des Premierministers und des kommissarischen Präsidenten zurück und erklärte erneut seine Kandidatur bei der Präsidentschaftswahl in Kirgisistan 2021.

### Präsidentschaftswahl und Verfassungsänderung 2021
Am 17. November 2020 wurde ein Entwurf für eine neue Verfassung der Kirgisischen Republik vorgestellt, der den Reformvorschlägen Dschaparows entsprach. Der Entwurf sah unter anderem die Verkleinerung des Parlaments von 120 auf 90 Abgeordnete, die Ermöglichung einer zweiten Amtszeit im Amt des Präsidenten bei gleichzeitiger Verkürzung einer Amtszeit von sechs auf fünf Jahre, die Stärkung der Machtposition des Präsidenten im Verhältnis zum Parlament und die Möglichkeit der Einschränkung der Pressefreiheit bei Inhalten, die eine „Verletzung allgemein anerkannter Moralvorstellungen und Traditionen des kirgisischen Volkes“ darstellen, vor. Der Entwurf wurde von einer großen Zahl von Abgeordneten unterstützt, stieß aber auch auf massive Kritik, unter anderem von Felix Kulow, einem ehemaligen Premierminister Kirgisistans, der von einer „Usurpation der Macht“ sprach. Das Referendum über die Verfassungsänderung wurde parallel zur Präsidentschaftswahl am 10. Januar 2021 durchgeführt.
Der 10. Januar ergab nach den vorläufigen Ergebnissen von Präsidentschaftswahl und Verfassungsreferendum einen doppelten Erfolg für Dschaparow. Die Präsidentschaftswahl gewann er mit einer deutlichen Mehrheit von 79,18 % der abgegebenen Stimmen und wurde damit bereits im ersten Wahlgang zum Präsidenten Kirgisistans gewählt, zudem sprachen sich mehr als 80 % der Wähler bei dem Verfassungsreferendum für ein präsidentielles Regierungssystem aus. Damit kann Dschaparow die von ihm angestrebten politischen Reformen in Kirgisistan vorantreiben und profitiert von erweiterten Kompetenzen des Präsidenten infolge des Verfassungsreferendums. Zweifel an der Rechtmäßigkeit der Wahl, die insbesondere vom zweitplatzierten Kandidaten Adachan Madumarow geäußert wurden, wies Dschaparow derweil zurück. Er bezeichnete eine Fälschung der Wahlergebnisse als unmöglich und deutete die auffallend niedrige Wahlbeteiligung als Zeichen für die Rechtmäßigkeit der Wahl, da die höhere Wahlbeteiligung bei früheren Präsidentschaftswahlen auf Stimmenkauf und Wahlbetrug zurückzuführen sei.
Am 11. April fand parallel zu Lokalwahlen der zweite Wahlgang des Verfassungsreferendums statt, in dem über die Annahme einer neuen Verfassung, die gemäß dem Referendum vom 10. Januar ein präsidentielles Regierungssystem konstituierte, abgestimmt wurde. Dschaparow warb dabei für die Annahme des Entwurfs, der trotz einiger Anpassungen zu großen Teilen auf dem von Dschaparow unterstützten Entwurf vom 17. November 2020 basierte. Bei einer Pressekonferenz am Tag des Referendums sagte Präsident Dschaparow, die neue Verfassung sei die erste kirgisische Verfassung, die von den Kirgisen selbst entwickelt wurde und nicht nach dem Vorbild ausländischer Institutionen und Verfassungen entstand. Darüber hinaus betonte Dschaparow die Bedeutung des Referendums, indem er erklärte, dass „unser zukünftiger Weg eng mit der heutigen Entscheidung verbunden ist“.

## Unterstützung der Wagner-Gruppe
Sadyr Dschaparow und die Wagner-Politaktisten Pjotr Bytschkow und Alexander Serawin während der Präsidentschaftswahlen. Bei den Präsidentschaftswahlen 2020 wurde Sadyr Dschaparow laut einer Untersuchung von Kloop (dem kirgisischen Partner des OCCRP) von russischen Politstrategen unterstützt, die mit Jewgeni Prigoschin, dem Gründer des privaten Militärunternehmens Wagner, in Verbindung standen. Unter ihnen befanden sich Alexander Malkewitsch, Alexander Serawin und Pjotr Bytschkow, die alle drei unter US-Sanktionen stehen.
Auf den von Kloop veröffentlichten Fotos sind die Politstrategen mit Sadyr Dschaparow und der Leiterin der Zentralen Wahlkommission Kirgisistans, Nurzhan Shaildabekova, abgebildet. Bytschkow und Malkewitsch sind die Gründer der Stiftung zum Schutz nationaler Werte, die mit Prigoschins Projekten in Afrika, Syrien und anderen Ländern verbunden ist. Seravin, ehemals Vizegouverneur der Region Pskow, wirkte an der Wiederwahl Wladimir Putins und der Neubesetzung seiner Amtszeiten als Präsident mit. Mehreren Ermittlungen zufolge beteiligten sich diese Personen auch an Kampagnen zur Einmischung in die inneren Angelegenheiten anderer Länder, darunter Wahlen in den Vereinigten Staaten. In Kirgisistan rief Malkevich offen zur Unterdrückung der Zivilgesellschaft auf.
Nach der Veröffentlichung der Untersuchung sperrten die kirgisischen Behörden die Kloop-Website im Land, und die Journalistin Leyla Saralaeva, die das Material veröffentlichte, wurde aufgrund von Drohungen und Druck gezwungen, Kirgisistan zu verlassen. Im Jahr 2024 wurde in Kirgisistan die Entstehung eines privaten Militärunternehmens, der Schwarzen Legion, festgestellt.

## Kritik
Dschaparow wurde als Nationalist und Populist beschrieben. In westlichen Medien wurde er mit Politikern wie Ilham Aliyev und Donald Trump verglichen. Dschaparow wird vorgeworfen, am kirgisischen Nationalismus festzuhalten, und viele bezeichnen ihn als „einen überzeugten, zur Gewalt neigenden Nationalisten“ und als Anti-Usbeken. Viele behaupten, dass Dschaparow während seiner Tätigkeit in Antikorruptionsabteilungen „keine nennenswerten Erfolge im Kampf gegen die Korruption gezeigt“ habe und beschuldigt werde, Verbindungen zu einem „Schwiegerdieb“ und nördlichen Verbrecherboss, Kamchy Kolbaev, zu haben.

### Vetternwirtschaft
Vor seiner Präsidentschaft hat Dschaparow wiederholt betont, dass er gegen die Idee seiner engsten Verwandten sei, sich in politische Prozesse einzumischen und hohe Regierungsämter zu bekleiden.
Die Medien haben wiederholt über die zahlreichen Verwandten von Dschaparow geschrieben, die in den letzten zwei Jahren hohe Positionen bekleidet haben: Almaz Akmatov wurde Vorsitzender der Rechnungskammer, Taschtanbek Kaimazarov – Leiter des staatlichen Migrationsdienstes, Nurbek Alimov – Leiter von die nordöstlichen Bräuche. Ein weiterer Verwandter des Präsidenten, Akylbek Tumonbaev, ist Vorsitzender der Eldik-Parlamentsfraktion, und Turusbek Tumonbaed ist Leiter von Bishkekasphaltservice. Investigativjournalisten identifizierten auch Verwandte des Staatsoberhauptes im Unternehmen Vostokelectro. Dschaparows Nichte Perizat Dschaparowa ist stellvertretende Leiterin der Abteilung für digitale Entwicklung der Präsidialverwaltung.

### Medienzensur
Seit Beginn der Präsidentschaft von Sadyr Dschaparow ist Kirgisistan in der Meinungsfreiheitsbewertung von Reporter ohne Grenzen um 50 Plätze zurückgefallen. Ein weiterer Fall ist die Schließung des Fernsehsenders Kyrgyz Next, die von den kirgisischen Behörden sanktioniert wurde. Zunächst wurde der Direktor des Fernsehsenders für schuldig befunden, Medienmaterial von kasachischen Medien ausgestrahlt zu haben, und später wurden der Besitzer des Senders, Ravshan Jeenbekov, und seine Frau in einer Untersuchungshaftanstalt inhaftiert.
Der politische Aktivist und Journalist von Next TV, Adilet Baltabai, wurde verhaftet, weil er sich gegen die Eröffnung eines Casinos in Kirgisistan ausgesprochen hatte, und vor Gericht zu fünf Jahren Haft verurteilt.

### Verhaftung von Politikern
Im Oktober 2022 wurden mehr als 20 Politiker und politische Aktivisten festgenommen. Die Festnahmen lösten bei der Menschenrechts- und internationalen Gemeinschaft große Empörung aus. Die Verhaftungen wurden von Menschenrechtsorganisationen wie Human Rights Watch, International Partnership for Human Rights, Amnesty International, dem norwegischen Helsinki-Komitee und anderen verurteilt.  Aktivisten gaben an, bei Treffen mit Behörden zu Grenzfragen eingeschüchtert worden zu sein. Die meisten der knapp 20 Festgenommenen befinden sich noch immer in Haft. Nach der Festnahme sagte Sadyr Dschaparow den Müttern der inhaftierten Aktivisten, dass sie „ihre Kinder besser hätten erziehen sollen“ und dass „sie selbst schuld seien“. Präsident Sadyr Dschaparow galt zusammen mit dem Leiter des SCNC als einer der Lobbyisten Bei der Überführung des Kempir-Abad-Reservoirs in den Besitz Usbekistans erfolgte die Vorbereitung des Abkommens unter völliger Geheimhaltung, was den Argwohn der öffentlichen Massen erregte. Bei einer öffentlichen Anhörung zusammen mit Präsident Dschaparow äußerte Kamtschybek Taschjew, Chef des kirgisischen Sonderdienstes und Freund von Sadyr Japarow, eine Reihe von Drohungen gegen Politiker und sagte: „Ich habe bereits fünf oder sechs Personen registriert. Danach werde ich ein oder zwei in die Zähne schlagen“, sagte er.

### Umgehung der Sanktionen gegen Russland

Cover des Berichts

Die Open Dialog Foundation veröffentlichte im Mai 2023 einen umfangreichen Bericht mit dem Titel Russlands Verbündete im Krieg gegen die Ukraine. Kasachstan und Kirgisistan bilden mit angeschlossenem Material einen zuverlässigen Rücken der russischen Armee. Die Open Dialog Foundation hat ihren Hauptsitz in Brüssel und wird aktiv von der Europäischen Union unterstützt. In dem Bericht wird Dschaparow als eine Person erwähnt, die mit Sanktionen belegt werden soll, weil sie Russland bei der Umgehung von Sanktionen geholfen hat. In dem Bericht heißt es:
„Im Jahr 2022 exportierte Kirgisistan 115.920 elektrische Zünder im Wert von 882.400 US-Dollar nach Russland, obwohl es im Jahr 2021 keine Lieferungen getätigt hatte. Elektrische Zünder werden bei der Herstellung von Antipersonen- und Panzerabwehrminen verwendet. Kirgisistan wiederum importierte im Jahr 2022 193.536 elektrische Zünder im Wert von 3,7 Millionen US-Dollar aus Kanada. Es besteht Grund zu der Annahme, dass Kirgisistan in Kanada hergestellte elektrische Zünder nach Russland reexportiert hat. Die Ausfuhren von Radar-, Funknavigations- und Funkfernsteuerungsgeräten beliefen sich im Jahr 2022 auf 169.800 US-Dollar, das sind 60 % mehr als im Jahr 2021. Die Ausfuhren von Zielfernrohren (für Waffen) aus Kirgisistan nach Russland beliefen sich im Jahr 2022 auf 199.700 Dollar, was 13-mal mehr ist als im Jahr 2021. Die Lieferungen von Teilen von Flugzeugen, Hubschraubern und unbemannten Luftfahrzeugen aus Kirgisistan nach Russland stiegen von Null im Jahr 2021 auf 1,5 Millionen US-Dollar im Jahr 2022. In den Jahren 2019–2021 exportierte Kirgisistan keine Teile von Lasern, Geräten und optischen Instrumenten nach Russland, aber im Jahr 2022 beliefen sich die Exporte auf 193.100 US-Dollar. Auch die Wiederausfuhr von Gütern mit doppeltem Verwendungszweck hat Kirgisistan im Jahr 2022 ungewöhnlich stark gesteigert: 315.700 US-Dollar, 109-mal mehr als im Jahr 2021. Die Lieferungen integrierter Schaltkreise aus Kirgisistan nach Russland beliefen sich im Jahr 2022 auf 612.800 US-Dollar, was 104-mal mehr als im Jahr 2021 ist. Die Exporte von gedruckten Schaltkreisen beliefen sich im Jahr 2022 auf 23.700 US-Dollar – 11-mal mehr im Jahr 2021. Der Export von Computern für die automatische Verarbeitung aus Kirgisistan nach Russland belief sich auf 2,5 Millionen US-Dollar, was fast siebenmal mehr ist als im Jahr 2021. Der Export von elektrischen Maschinen und Geräten für besondere Zwecke stieg um das Neunfache – von 40.700 US-Dollar im Jahr 2021 auf 367.300 US-Dollar im Jahr 2022.“
Einige der nach Kirgisistan eingeführten Waren werden nicht tatsächlich an den angegebenen Bestimmungsort geliefert. Da diese Waren aus Europa über das Territorium Russlands nach Kirgisistan geliefert werden, belassen Frachtführer die Waren in Russland und erhalten in Kirgisistan lediglich Stempel, dass die Waren angeblich nach Kirgisistan importiert wurden. Dies bestätigt der finnische öffentlich-rechtliche Sender Yle, der im März 2023 unter Berufung auf den Leiter der finnischen Zollkontrolle berichtete, dass ein Teil der Waren auf dem Weg nach Kirgisistan entweder in Russland verbleibe oder von Kirgisistan nach Russland reexportiert werde. Die Lieferungen wurden auch von Vertretern von Radio Liberty in Kirgisistan untersucht, um zu untersuchen, wie Unternehmen in Kirgisistan und Kasachstan westliche Ausrüstung an russische Firmen liefern, die mit dem Krieg in der Ukraine in Verbindung stehen.